# 禁書目錄

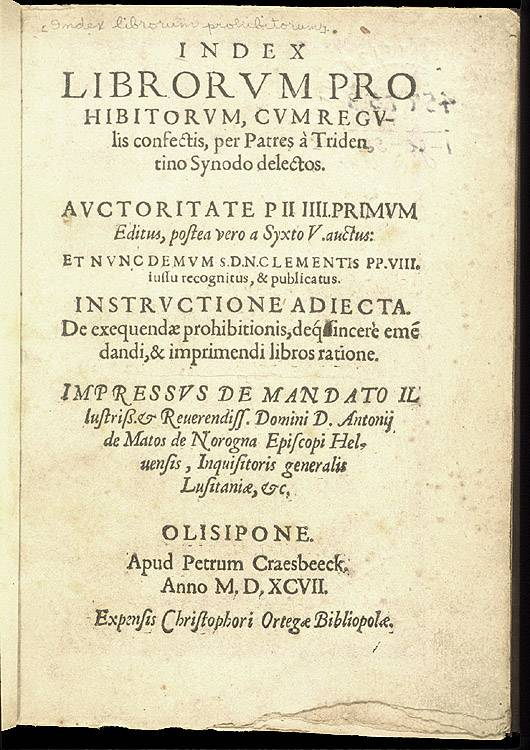
《禁書目錄》封面。

《禁書目錄》是一份禁书目錄，收录了曾被禁书目录委员会（羅馬教廷的前部会）判定為異端或內容有害於天主教徒的信仰和道德的書籍。凡在《禁書目錄》之列的書籍或著作，都嚴禁印刷、阅读、進口和出售。《禁書目錄》於1559年首度發表，共32修訂版，1966年6月14日被教宗保祿六世廢止。

## 沿革
隨著印刷術的發展和《聖經》譯本的出現，教會權威開始受到挑戰。1474年開始，教會授權科隆大學檢查和取締問題書籍，開展了具現代意義的審查制度與禁書。在16世紀初，因德意志宗教改革乃至於全歐洲的宗教改革和文藝復興的發展，進一步出現了大量基督新教和人文主義的書籍。1517年，羅馬設立禁書審定院（Congregation of the Index）審查所有教會刊物。1542年，羅馬教廷恢復異端裁判所。1543年，教廷宣布不得印刷或出售任何未經教會許可的書籍。1559年，第一版《禁書目錄》在教宗保祿四世親自監督下編定及頒布。其後的教宗額我略十三世亦對《禁書目錄》加以核訂。
自此之後，不少印刷商因印刷出版基督新教書籍而被宗教裁判所所迫害或判處火刑。書籍檢查制度在歐洲的不同國家的實施程度，主要随在位君主對羅馬教廷的忠誠程度而變。1695年前，書籍以在出版前审查為主；1695年後，改为在出版後审查。《禁書目錄》起初是禁内容，后来是禁作者。若作者被定為異端分子，则其所有著作都会被列入禁書。每次頒布《禁書目錄》，就意味著要銷毀一批書籍。《禁書目錄》定期更新。自1559年第1版至1948年最後1版，共发布32版。超過四千多書籍因異端邪說、不道德或政治錯誤等原因被禁，遭全禁的作者有數十人。 
除宗教目的外，法國和德國在1926年左右都曾發生與《禁書目錄》有关的政治活動。直到1966年第二次梵蒂岡大公會議後，教宗保祿六世正式廢止《禁書目錄》。